# Je kent 't wel
Je kent 't wel is een lied van de Nederlandse rapper Chivv in samenwerking met Lil' Kleine en Frsh. Het werd in 2019 als single uitgebracht en stond in hetzelfde jaar als veertiende track op het album 2 borden, 1 tafel van Chivv. 

## Achtergrond
Je kent 't wel is geschreven door Chyvon Pala, Jorik Scholten, James Kwame Nunes, Yaw Mensah Bonsu Serwah en Delaney Alberto en geproduceerd door Diquenza en YSBeatsz. Het is een nummer uit het genre nederhop. In het lied rappen de artiesten over hun luxe levensstijl. Op de B-kant van de single is een instrumentale versie van het lied te vinden. De single heeft in Nederland de gouden status.
Het is de eerste keer dat de drie artiesten samen een hit hebben. Chivv en Lil' Kleine hadden onderling wel al eerder samengewerkt. Dit was op de hits Beetje moe en Ze willen mee. Met Frsh hadden zowel Chivv als Lil' Kleine eerder nog geen hits.

## Hitnoteringen
De artiesten hadden succes met het lied in de hitlijsten van Nederland. Het piekte op de twaalfde plaats van de Single Top 100 en stond tien weken in deze hitlijst. De Top 40 werd niet bereikt; het lied bleef steken op de derde plaats van de Tipparade. 